# Barnesville (Minnesota)
Pour les articles homonymes, voir Barnesville.
Barnesville est une ville américaine située dans le Comté de Clay, dans le Minnesota. Selon le recensement de 2010, sa population est de 2 563 habitants.

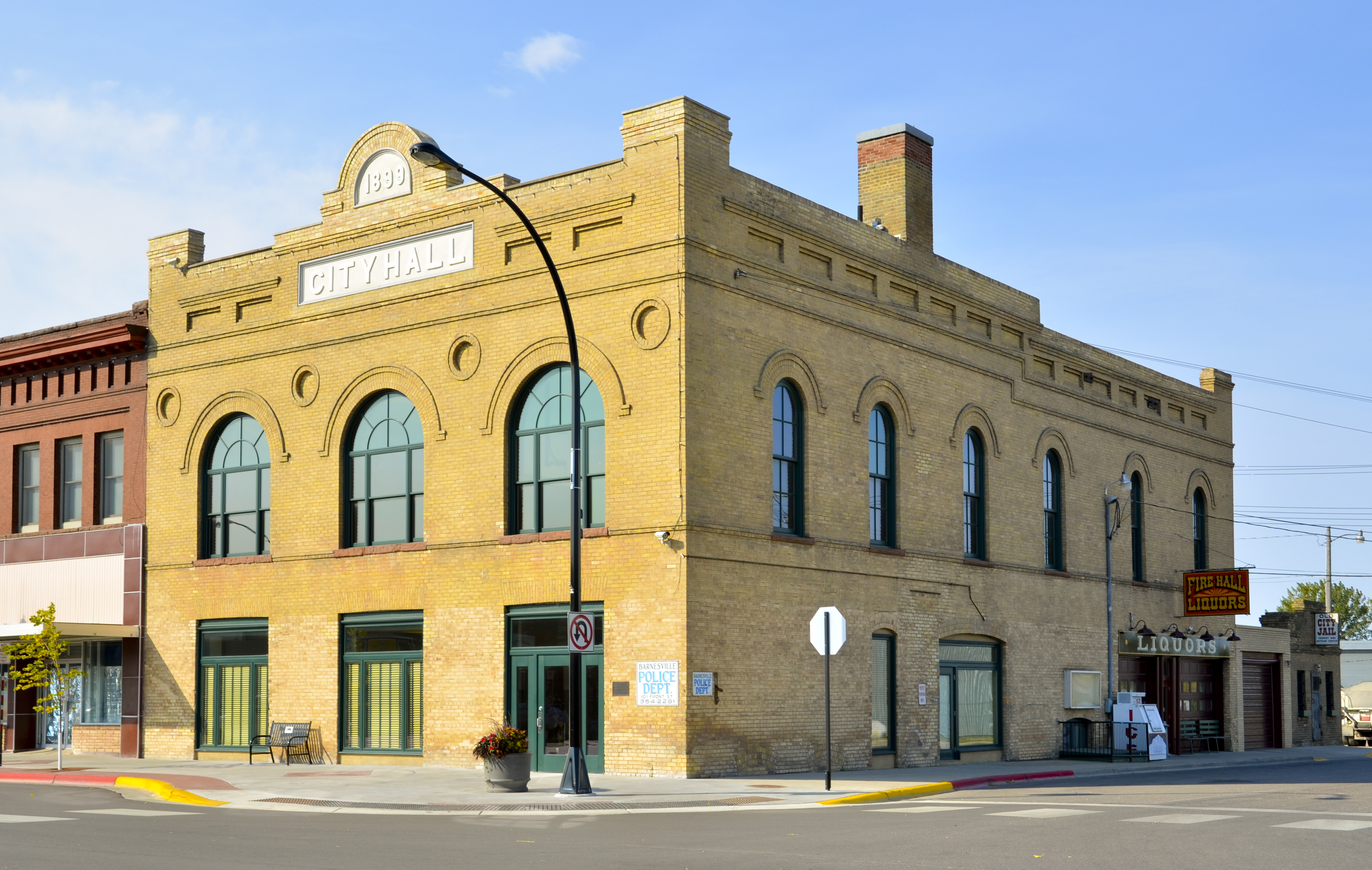
City Hall de Barnesville.